# Ontigola
Ontigola – miejscowość w Hiszpanii położona na płaskowyżu Stół Okani (Mesa de Ocańa), w regionie Kastylia-La Mancha.